# Полоз Байрда
Полоз Байрда (Pantherophis bairdi) — неотруйна змія з роду Pantherophis родини Вужеві. Вид названо на честь Спенсера Ф.Байрда, зоолога Смітсонівського інституту.

## Опис

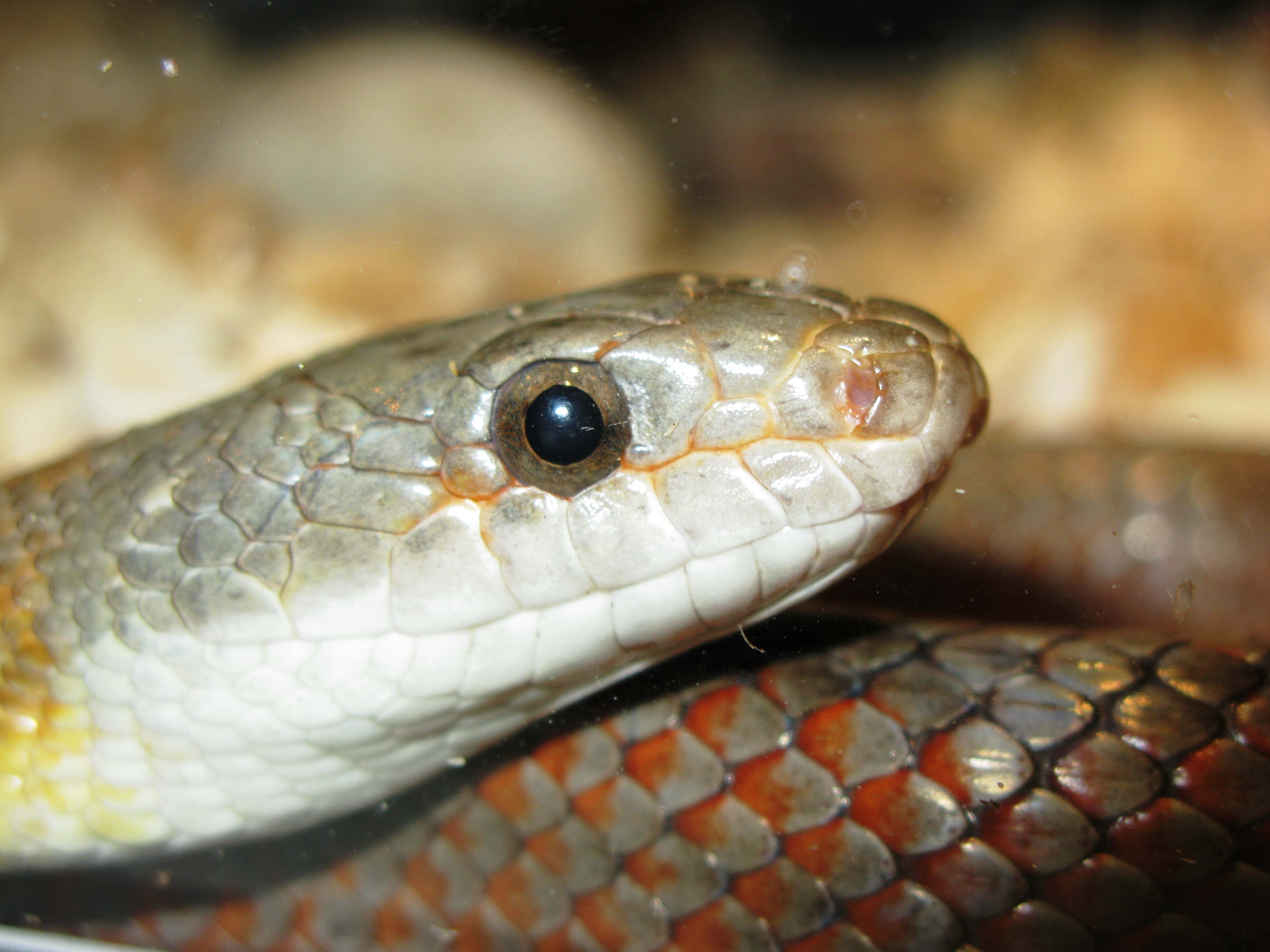
Голова змії

Загальна довжина цих змій коливається від 85 до 135 см, найбільш відома довжина 157 см. Відмітною ознакою є 4 поздовжні смуги, 2 тягнуться по спині, 2 - з боків тіла. Часто смуги виражені не чітко, але між ними помітні великі вертикальні плями. З віком смуги стають чіткіше, а плями зникають. Основний тон забарвлення сірувато-коричневий. Краї луски, що мають жовтий або жовто-помаранчевий колір в передній частині тулуба ближче до хвоста стають яскраво-помаранчевими, що надає цій змії хвилеподібність забарвлення. Мексиканські екземпляри забарвлені набагато яскравіше, ніж техаські. Усе тіло у них може бути жовто-помаранчевим. Голова у особин з Мексики однотонна, з Техасу - з малюнком з темних смуг й цяток. Молоді полози мають 48 або більше поперечних смуг на спині та хвості, перемежованих з рядками дрібних темних цяток.

## Спосіб життя
Полюбляє кам'янисті лісисті каньйони та вкриті лісом нагір'я,. Харчується переважно дрібними ссавцями.
Це яйцекладна змія. Самка відкладає 8—12 яєць.

## Розповсюдження
Мешкає на південно-західному Техасу (США) й деяких частинах північно-східної Мексики. 